# Ailyn
Ailyn, pseudonimo di Pilar María Del Carmen Mónica Giménez García (Esplugues de Llobregat, 29 maggio 1982), è una cantante spagnola, nota per essere stata la cantante del gruppo gothic metal norvegese Sirenia.

## Biografia
Il suo primo contratto discografico lo ottenne nel dicembre 2002 con il trio femminile Charm. Tuttavia, prima della registrazione del primo album, ha lasciato il gruppo per intraprendere la carriera da solista con lo pseudonimo di An Ling, poi cambiato in Ailyn.
Nel settembre 2005 ha rappresentato la Spagna al festival internazionale di musica pop Canzoni dal Mondo, venendo inclusa tra i dieci finalisti. Nel novembre 2006 ha ricevuto il premio "Tabaiba d'Oro" al Festival Internazionale della Canzone alle Canarie, per la miglior interpretazione cover.
Nel 2007 partecipa all'edizione spagnola del reality musicale X Factor nella categoria 16-25 anni. Il 10 aprile 2008 il gruppo gothic metal norvegese Sirenia ha annunciato di averla scelta, tra 500 candidate, come nuova voce del gruppo. Poco dopo sono iniziate le registrazioni dell'album The 13th Floor, uscito nel gennaio 2009.
Nel 2016, Ailyn lascia il gruppo per motivi personali non precisati.
Nel 2020 ha formato con il chitarrista statunitense Mike Orlando (Adrenaline Mob), il gruppo hard rock/metal Her Chariot Awaits, con l'album omonimo.

## Discografia

### Con i Sirenia
- 2009 – The 13th Floor
- 2011 – The Enigma of Life
- 2013 – Perils of the Deep Blue
- 2015 – The Seventh Life Path

### Con gli Her Chariot Awaits
- 2020 - Her Chariot Awaits